# (6057) Robbia
(6057) Robbia est un astéroïde de la ceinture principale.

## Description
(6057) Robbia est un astéroïde de la ceinture principale. Il fut découvert le 16 octobre 1977 à l'observatoire Palomar par Cornelis Johannes van Houten, Ingrid van Houten-Groeneveld et Tom Gehrels. Il présente une orbite caractérisée par un demi-grand axe de 3,32 UA, une excentricité de 0,10 et une inclinaison de 17,9° par rapport à l'écliptique.

## Compléments